# 亞歷山大·涅夫斯基主教座堂 (羅茲)

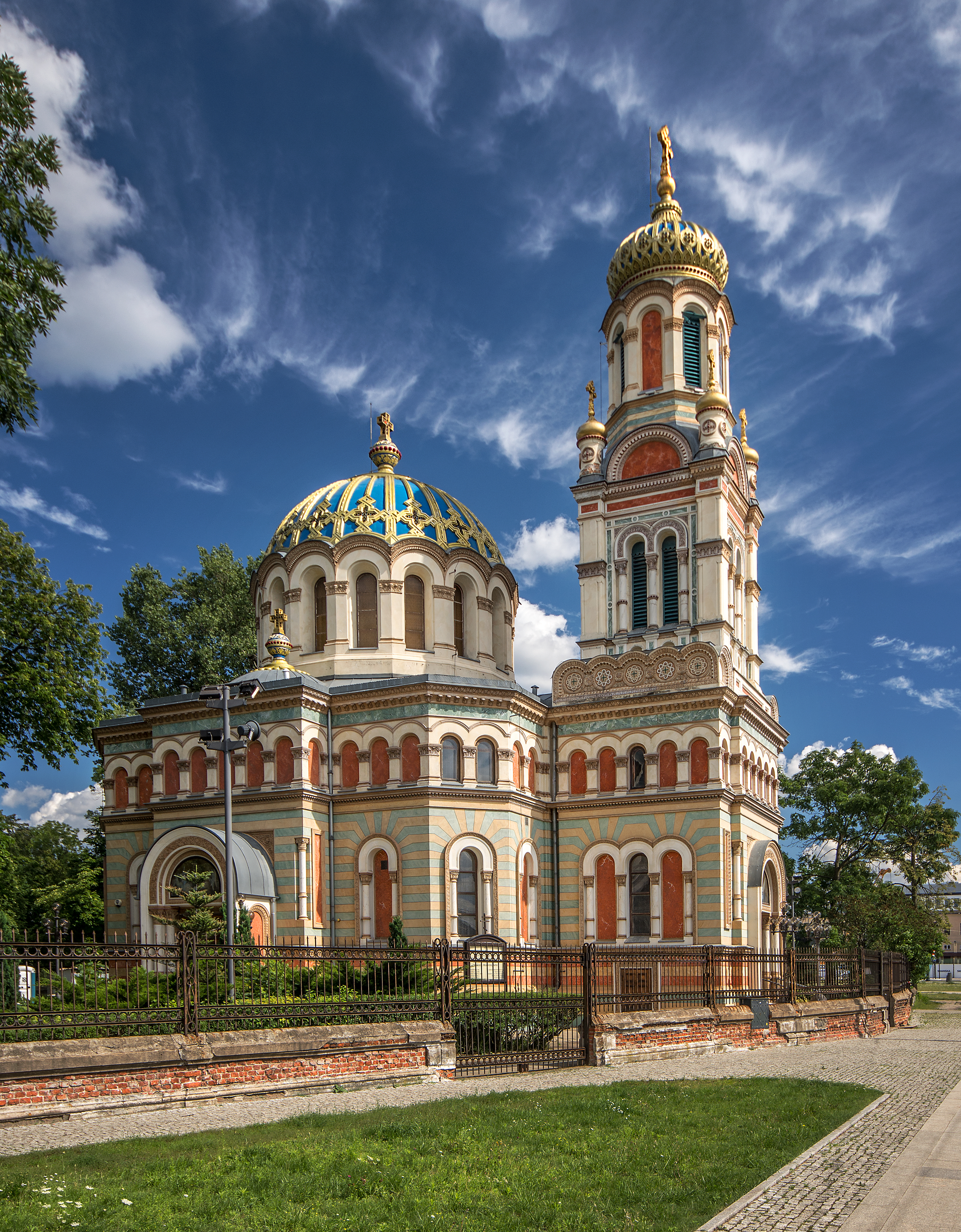
亞歷山大·涅夫斯基主教座堂

亞歷山大·涅夫斯基主教座堂（波蘭語：Sobór św. Aleksandra Newskiego w Łodzi）是波蘭中部城市羅茲的一座東正教教堂。這座教堂修建於19世紀，是羅茲產業界人士贈送給東正教社區的禮物。教堂內部裝飾華麗，聖像在聖彼得堡製作。